# San Antonio Nixini
San Antonio Nixini är en ort i Mexiko, tillhörande kommunen Jiquipilco i den nordvästra delen av delstaten Mexiko. Orten hade 1 182 invånare vid folkräkningen 2010.